# Anthemis wallii
Anthemis wallii là một loài thực vật có hoa trong họ Cúc. Loài này được Hub.-Mor. & Reese mô tả khoa học đầu tiên năm 1943.